# 17 december
17 december is de 351ste dag van het jaar (352ste dag in een schrikkeljaar) in de gregoriaanse kalender. Hierna volgen nog 14 dagen tot het einde van het jaar.

## Gebeurtenissen
- Algemeen
  - 1865 - Leopold II wordt koning der Belgen.[1]
  - 1990 - Een Britse ex-politieman wordt tot zeventien jaar cel veroordeeld voor afpersing van een levensmiddelenfabrikant door scheermesjes, spijkers en rattengif in babyvoedsel te doen.
  - 1997 - Een gecharterde Jakovlev Jak-42 uit Oekraïne stort neer in de bergen bij Katerini (Griekenland), waarbij 70 personen omkomen.[1]
  - 2012 - Bij een busongeval in het departement Cundinamarca in Midden-Colombia komen minstens 27 mensen om het leven.
  - 2021 - Het Belgisch leger neemt haar Lockheed C-130 Hercules vrachtvliegtuigen uit dienst.[2]
  - 2022 - In Wilhelmshaven wordt de eerste drijvende lng-terminal van Duitsland in gebruik genomen. De bouw van de installatie heeft slechts 10 maanden geduurd.[3]
- Bouwkunst en architectuur
  - 2013 - In Nederland neemt de Eerste Kamer der Staten-Generaal de gerestaureerde Amalia van Solmsgalerij in gebruik.[1]
- Criminaliteit en veiligheid
  - 1983 - IRA-bomaanslag op het Londense warenhuis Harrods, waarbij zes mensen om het leven komen.[1]
  - 1986 - In Colombia wordt hoofdredacteur van de krant El Espectador, Guillermo Cano, doodgeschoten voor het gebouw van zijn krant door huurmoordenaars, die vermoedelijk zijn ingehuurd door drugsbaron Pablo Escobar.
- Economie
  - 2016 - President Nicolás Maduro van Venezuela maakt bekend dat het bankbiljet ter waarde van 100 bolivar (bijna 10 euro) voorlopig nog niet afgeschaft wordt.
- Infrastructuur
  - 1938 - Het pas twee jaar oude Centraal Station van Utrecht brandt grotendeels uit.[1]
- Kunst en cultuur
  - 2012 - De Frans-Roemeense fotografe Irina Ionesco moet haar dochter Eva een schadevergoeding van 10.000 euro betalen voor de naaktfoto's die zij in de jaren zeventig van haar heeft gemaakt. Ook moet zij de negatieven van de foto's aan Eva overhandigen.
- Media
  - 1989 - De eerste aflevering van de Amerikaanse animatieserie The Simpsons, de langstlopende animatieserie aller tijden.[1]
  - 2011 - Met het schrijven van het lemma over Antal Újváry overschrijdt de Nederlandstalige Wikipedia de grens van 1.000.000 artikelen.
- Oorlog
  - 1718 - Het Verenigd Koninkrijk verklaart Spanje de Oorlog van het Viervoudig Verbond.[1]
  - 1861 - Slag bij Rowlett's Station (Amerikaanse Burgeroorlog).
  - 1941 - Duitse overwinning op Sebastopol.[1]
  - 1944 - Task Force 38 komt terecht in een tropische storm (Typhoon Cobra). Er vallen meer dan 790 slachtoffers, naast schade aan de schepen gaan ook 3 torpedojagers en meer dan 140 toestellen verloren.
  - 1970 - De rechtszaak betreffende het bloedbad van Mỹ Lai begint.
- Politiek
  - 920 - Romanos I wordt in Constantinopel gekroond tot medekeizer van het Byzantijnse Rijk.
  - 1600 - Huwelijk tussen Hendrik IV en Maria de' Medici.[1]
  - 1807 - Napoleon Bonaparte tekent het decreet van Milaan dat alle handel met het Verenigd Koninkrijk verbiedt.[1]
  - 1819 - Simón Bolívar sticht Colombia.[1]
  - 1969 - De besprekingen over het SALT I-verdrag beginnen.
  - 1989 - De Braziliaanse conservatieve politicus Fernando Collor de Mello wordt tot president verkozen.
  - 2004 - Turkije en de Europese Unie bereiken een akkoord over het begin van toetredingsonderhandelingen: onder de voorwaarde dat Turkije eerst een douane-unie aangaat met alle leden van de EU (en daarmee impliciet Cyprus erkent), beginnen de onderhandelingen op 3 oktober 2005.
  - 2010 - Femke Halsema, op dat moment fractievoorzitter van GroenLinks, stapt uit de Nederlandse politiek.[1]
  - 2010 - Zelfverbranding van Mohammed Bouazizi, die de directe aanleiding vormde voor een volksopstand in Tunesië, die weer leidde tot grootschalige protesten in de Arabische wereld.
  - 2012 - De Zuid-Afrikaanse politie arresteert zeven mannen op verdenking van het voorbereiden van een bomaanslag op het verkiezingscongres van de regerende partij ANC.
  - 2023 - In Servië worden parlementsverkiezingen gehouden. De populistische partij Srpska napredna stranka (SNS), in het Nederlands 'Servische Progressieve Partij', van president Aleksandar Vučić wordt vooraf als favoriet gezien.[4] Nadat driekwart van de stemmen zijn geteld, waarbij de SNS op ongeveer 47% uitkomt, eist de partij de overwinning op. Waarnemers en onafhankelijke media maken melding van onregelmatigheden bij de stembusgang.[5]
- Religie
  - 283 - Cajus wordt paus.[1]
  - 1531 - Paus Clemens VII installeert de Inquisitie in Lissabon.
  - 1538 - Paus Paulus III excommuniceert koning Hendrik VIII van Engeland.
  - 1967 - Bisschopswijding van Hubertus Ernst, Nederlands bisschop van Breda.
- Sport
  - 1983 - Het Nederlands voetbalelftal verslaat Malta in Rotterdam met 5-0 in de EK-kwalificatiereeks.
  - 1989 - In de 78ste Davis Cup verslaat Duitsland Zweden met 3 tegen 2.
  - 1990 - Wielrenners Erik Breukink en Leontien van Moorsel worden gekozen tot respectievelijk Nederlands sportman en -vrouw van het jaar. Het wielerduo krijgt de Jaap Eden-trofee in het Congresgebouw in Den Haag. Tot sportploeg van het jaar wordt de Nederlandse mannenhockeyploeg uitverkoren.
  - 1994 - Voetballer Klaas Vink maakt namens Heracles in het duel tegen VVV vier doelpunten in twaalf minuten.
  - 2004 - De Nederlandse voetballer Rachid Bouaouzan maakt een zware overtreding op Niels Kokmeijer, waardoor Bouaouzan de rest van het seizoen geschorst werd, zes maanden gevangenisstraf kreeg in 2005 en een boete kreeg. Voor Kokmeijer was zijn carrière als profvoetballer afgelopen.
  - 2014 - Niet Lionel Messi, maar Angel di Maria wordt tot Argentijns voetballer van het jaar 2014 gekozen door de sportpers van het Zuid-Amerikaanse land.
  - 2017 - Sparta ontslaat trainer en technisch directeur Alex Pastoor direct na de verloren wedstrijd met 0-7 tegen landskampioen Feyenoord in de Eredivisie.
  - 2021 - SV Zulte-Waregem ontslaat trainer Francky Dury. Dury was de langst dienstdoende coach van de Jupiler Pro League.

- Wetenschap en technologie
  - 1903 - Orville Wright maakt de eerste gemotoriseerde vlucht ter wereld, met de Wright Flyer (of mogelijk de Flyer I) te Kitty Hawk.[1]
  - 1969 - De Amerikaanse luchtmacht verklaart dat een onderzoek naar UFO's geen bewijs van het bestaan van buitenaardse ruimtevaartuigen heeft opgeleverd.
  - 2003 - SpaceShipOne maakt zijn eerste gemotoriseerde vlucht.
  - 2012 - De ruimtesondes Ebb en Flow van de missie Gravity Recovery And Interior Laboratory slaan in op de maan.[6]
  - 2023 - Saxavord Spaceport, een ruimtehaven gelegen op de Shetlandeilanden, ontvangt van de Britse luchtvaartautoriteit CAA een vergunning om raketten verticaal te mogen lanceren en is daarmee de eerste ruimtehaven in West-Europa waar raketten op die manier tot in een baan om de aarde kunnen worden gelanceerd.[7][8]

## Geboren

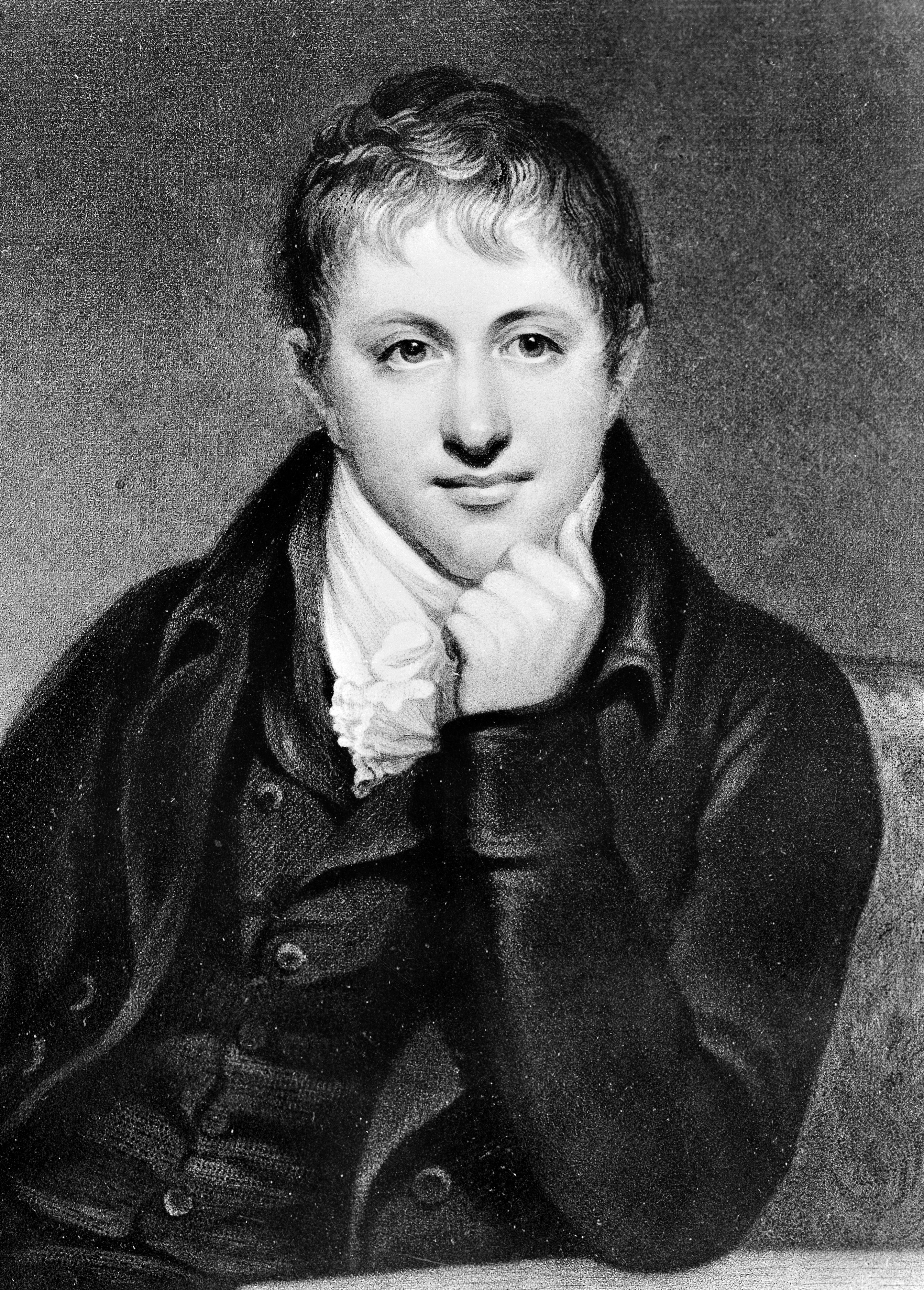
Humphry Davy
geboren in 1778

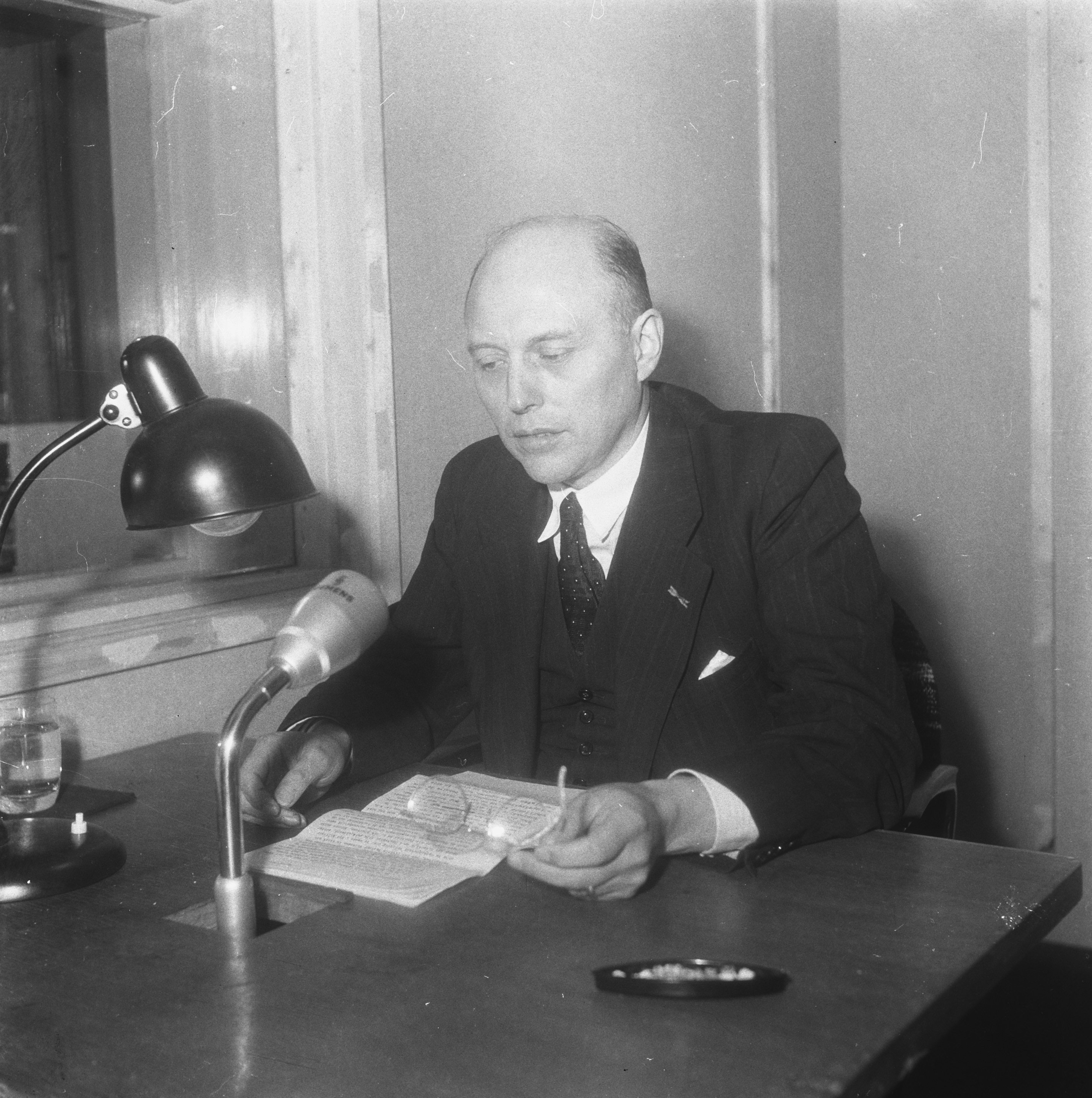
Wim Schermerhorn
geboren in 1894

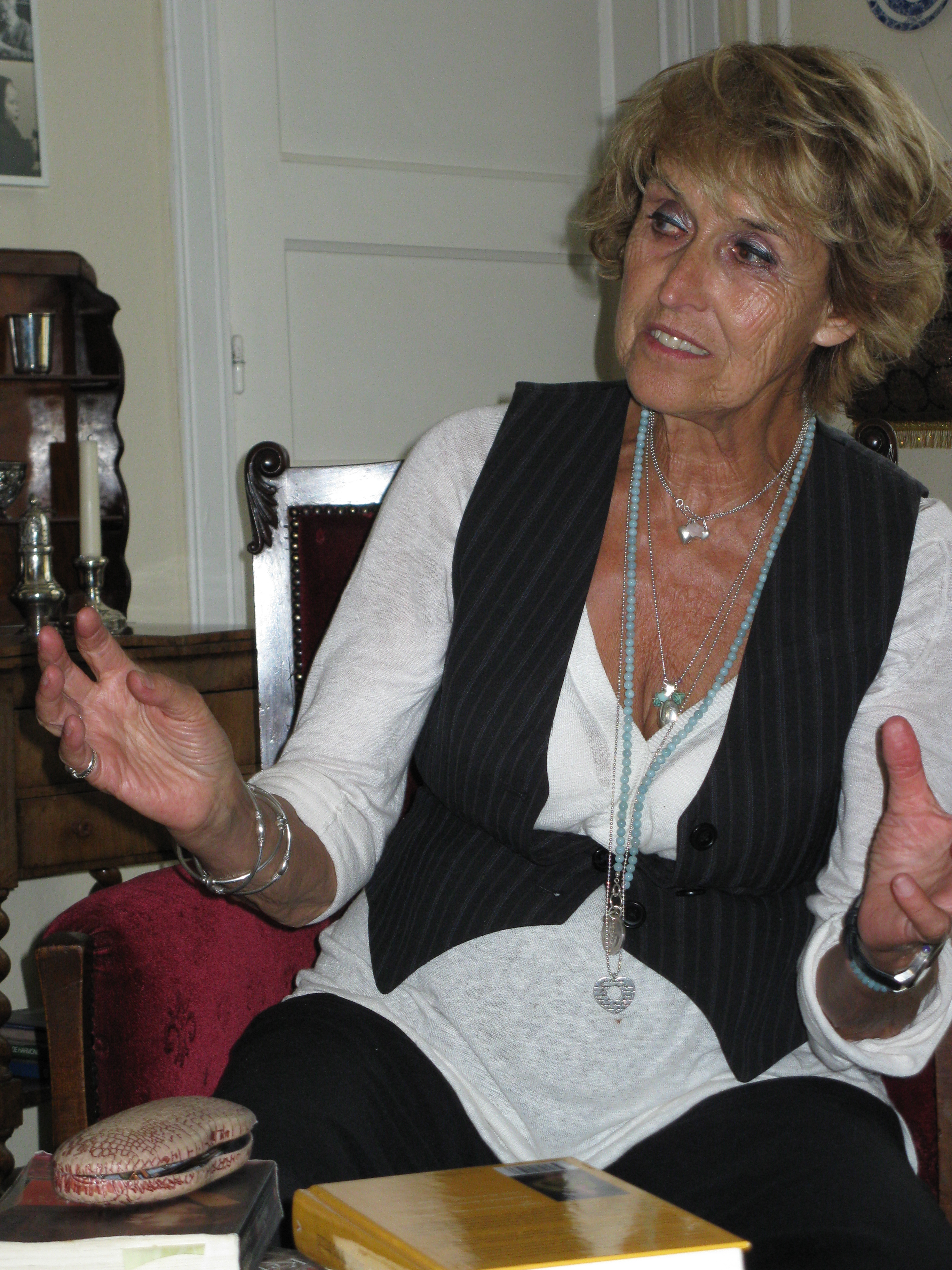
Yvonne Keuls
geboren in 1931

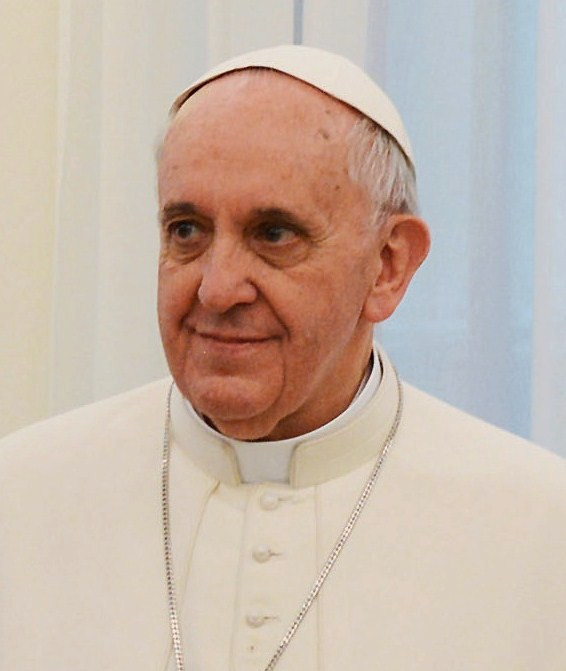
Paus Franciscus
geboren in 1936

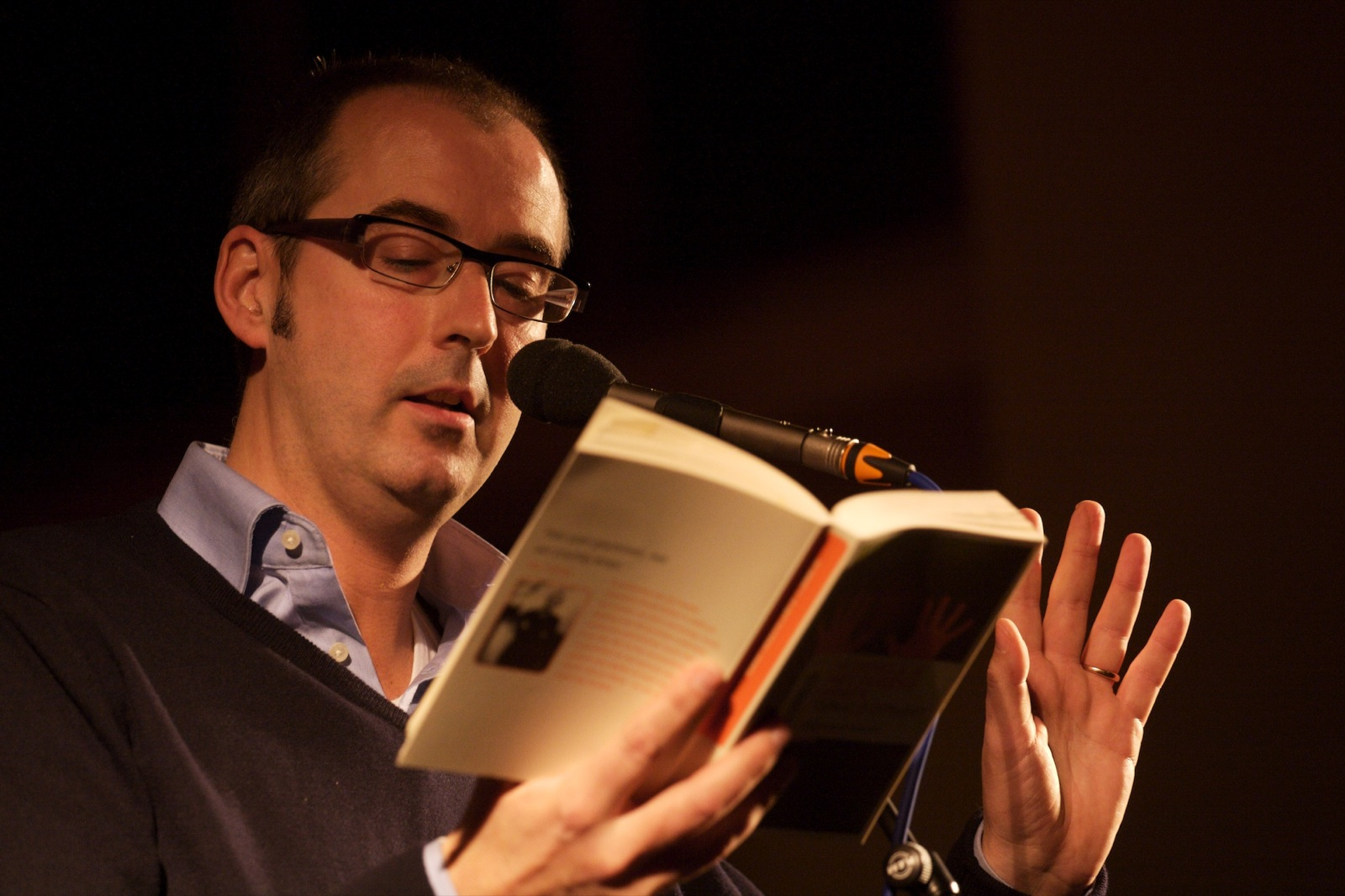
Ronald Giphart
geboren in 1965

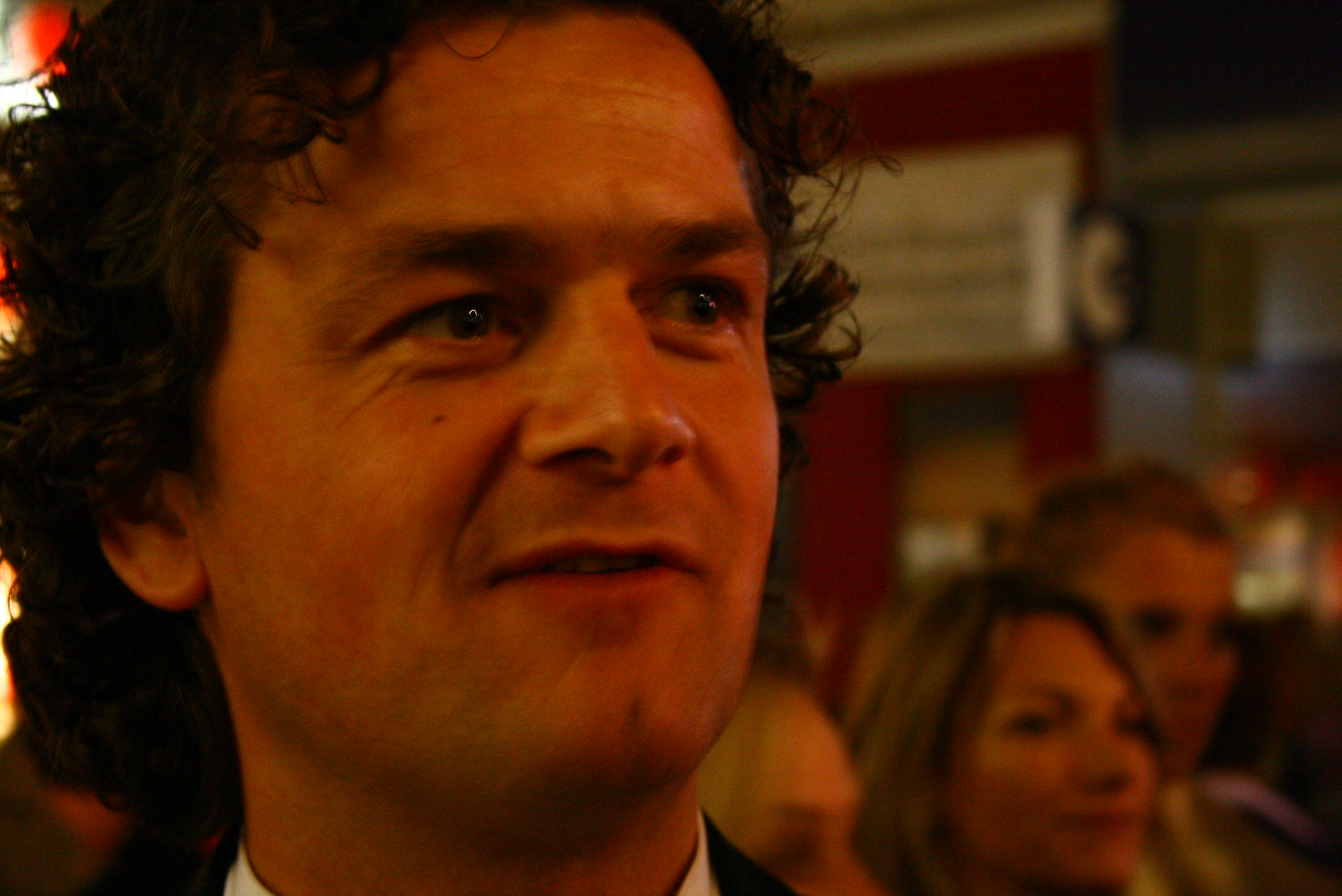
Kasper van Kooten
geboren in 1971

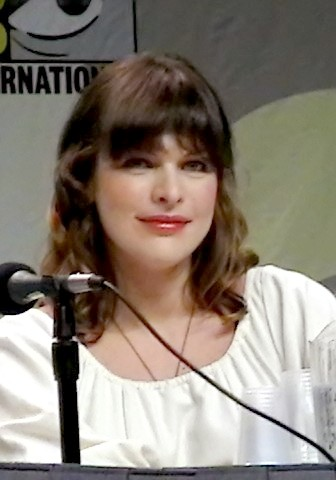
Milla Jovovich
geboren in 1975

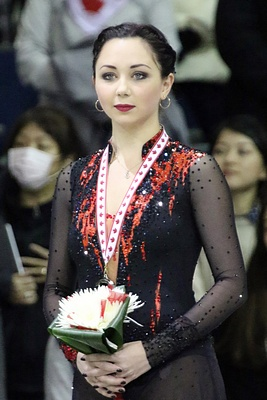
Jelizaveta Toektamysjeva
geboren in 1996

- 1778 - Humphry Davy, Engels scheikundige (overleden 1829)
- 1807 - John Greenleaf Whittier, Amerikaans dichter en tegenstander van slavernij (overleden 1892)
- 1811 - Gerrit Adriaan Fokker, Nederlands politicus (overleden 1878)
- 1825 - Thomas Woolner, Engels beeldhouwer en dichter (overleden 1892)
- 1838 - Angelo Mariani, Frans apotheker (overleden 1914)
- 1838 - Berthold Tours, Nederlands violist en componist (overleden 1897)
- 1841 - Martin-Hubert Rutten, Belgisch bisschop van Luik (overleden 1927)
- 1855 - Suze Robertson, Nederlands schilderes en tekenares (overleden 1922)
- 1866 - Kazys Grinius, president van Litouwen (overleden 1950)
- 1867 - Richard Kandt, Duits ontdekkingsreiziger (overleden 1918)
- 1873 - Ford Madox Ford, Engels schrijver (overleden 1939)
- 1874 - William Lyon Mackenzie King, Canadees premier (overleden 1950)
- 1881 - Jan Sluijters, Nederlands kunstschilder (overleden 1957)
- 1882 - Arthur Mayeur, Belgisch drukker en politicus (overleden 1954)
- 1887 - Josef Lada, Tsjechisch kunstschilder en illustrator (overleden 1957)
- 1887 - prinses Hermine van Schönaich-Carolath, echtgenote van keizer Wilhelm II van Duitsland (overleden 1947)
- 1887 - Vahram Kevorkian, Armeens voetballer (overleden 1911)
- 1887 - Hendricus Wessel, Nederlands atleet (overleden 1977)
- 1890 - Joachim van Pruisen, Prins van Pruisen, was de jongste zoon van keizer Wilhelm II van Duitsland en diens eerste echtgenote keizerin Augusta Victoria. (overleden 1920)
- 1893 - Erwin Piscator, Duits filmregisseur (overleden 1966)
- 1894 - Hans Henny Jahnn, Duits schrijver (overleden 1959)
- 1894 - Antonius Nieuwenhuisen, Nederlands verzetsstrijder (overleden 1944)
- 1894 - Wim Schermerhorn, Nederlands minister-president (overleden 1977)
- 1899 - Johannes van der Giessen, oudste man van Nederland (overleden 2008)
- 1903 - Erskine Caldwell, Amerikaans schrijver (overleden 1987)
- 1905 - Simo Häyhä, Fins militair (overleden 2002)
- 1907 - Christianna Brand, Brits schrijfster (overleden 1988)
- 1907 - Géza von Radványi, Hongaars regisseur (overleden 1986)
- 1908 - Phyllis Barry, Brits actrice (overleden 1954)
- 1908 - Willard Libby, Amerikaans natuurkundige (overleden 1980)
- 1908 - Raymond Louviot, Frans wielrenner en ploegleider (overleden 1969)
- 1909 - Ferdinand aus der Fünten, Duits oorlogsmisdadiger (overleden 1989)
- 1909 - Arie Halsema, Nederlands schrijver en illustrator (overleden 1978)
- 1911 - André Claveau, Frans zanger (overleden 2003)
- 1915 - Ludwig Fischer, Duits autocoureur (overleden 1991)
- 1915 - Thomas Ambrose Tschoepe, Amerikaans bisschop (overleden 2009)
- 1916 - Toon Hermans, Nederlands cabaretier, zanger en dichter (overleden 2000)
- 1918 - Frank Parr, Brits schaker (overleden 2003)
- 1919 - Tomáš Špidlík, Tsjechisch kardinaal (overleden 2010)
- 1919 - Tini Wagner, Nederlands zwemster (overleden 2004)
- 1920 - Berndt Helleberg, Zweeds beeldhouwer en medailleur (overleden 2008)
- 1922 - Peter Stæchelin, Zwitsers autocoureur (overleden 1977)
- 1923 - Jaroslav Pelikan, Amerikaans theoloog en historicus (overleden 2006)
- 1925 - Rijk de Gooyer, Nederlands acteur (overleden 2011)
- 1925 - Nicolas Kettel, Luxemburgs voetballer (overleden 1960)
- 1928 - Calaway H. Dodson, Amerikaans botanicus en taxonoom (overleden 2020)
- 1930 - Dani Karavan, Israëlische beeldhouwer (overleden 2021)
- 1930 - Gerard Kerkum, Nederlands voetballer en sportbestuurder (overleden 2018)
- 1930 - Armin Mueller-Stahl, Duits acteur
- 1931 - Yvonne Keuls, Nederlands schrijfster
- 1931 - Frankie Miller, Amerikaans countryzanger en songwriter
- 1933 - Paul Snoek, Belgisch dichter (overleden 1981)
- 1934 - Ray Wilson, Engels voetballer (overleden 2018)
- 1936 - Frank Martinus Arion, pseudoniem van Frank Efraim Martinus, Curaçaos auteur (overleden 2015)
- 1936 - Jorge Mario Bergoglio, de latere Paus Franciscus, 266e bisschop van Rome (overleden 2025)
- 1936 - Klaus Kinkel, Duits politicus (overleden 2019)
- 1937 - Jaime Lerner, Braziliaans architect en politicus (overleden 2021)
- 1937 - Isao Morishita, Japans motorcoureur
- 1938 - Peter Snell, Nieuw-Zeelands atleet (overleden 2019)
- 1939 - Eddie Kendricks, Amerikaans singer-songwriter (overleden 1992)
- 1940 - Theo van Dijk, Nederlands organist en beiaardier (overleden 2022)
- 1941 - Dave Dee, Brits zanger (overleden 2009)
- 1942 - Paul Butterfield, Amerikaans muzikant (overleden 1987)
- 1943 - PINK de Thierry, Nederlands beeldend kunstenaar (overleden 2023)
- 1944 - Ferenc Bene, Hongaars voetballer (overleden 2006)
- 1944 - Bernard Hill, Brits film-, toneel- en televisieacteur (overleden 2024)
- 1944 - Dick Swaab, Nederlands arts en neurobioloog
- 1945 - Ernie Hudson, Amerikaans acteur
- 1945 - Dojčin Perazić, Joegoslavisch voetballer (overleden 2022)
- 1945 - Cees de Wolf, Nederlands voetballer (overleden 2011)
- 1946 - Eugene Levy, Canadees acteur, componist, regisseur en scenarioschrijver
- 1948 - Craig Safan, Amerikaans componist van filmmuziek
- 1949 - Poul Erik Andreasen, Deens voetballer en voetbalcoach
- 1949 - Paul Rodgers, Engels zanger
- 1950 - Óscar Fabbiani, Chileens voetballer
- 1951 - Jaap van der Bie, Nederlands priester
- 1951 - Tatjana Kazankina, Russisch atlete
- 1952 - Hans Alders, Nederlands politicus
- 1958 - Mike Mills, Amerikaans bassist (R.E.M.)
- 1958 - Gerhard Waibel, Duits motorcoureur
- 1960 - Moreno Argentin, Italiaans wielrenner
- 1961 - Henk van Stee, Nederlands voetballer en voetbaltrainer
- 1961 - Ersun Yanal, Turks voetbalcoach
- 1964 - Erik Holmgren, Fins voetballer
- 1965 - Ronald Giphart, Nederlands auteur
- 1965 - Jasna Šekarić, Servisch sportschutter
- 1966 - Marie Arena, Belgisch politicus
- 1966 - Kristiina Ojuland, Estisch politica
- 1966 - Dušan Tittel, Slowaaks voetballer
- 1966 - Hans Visser, Nederlands voetballer en voetbaltrainer
- 1966 - Christopher Wray, Amerikaans jurist, directeur van de FBI
- 1966 - Alla Zahaikevytsj, Oekraïens componiste
- 1968 - Claudio Suárez, Mexicaans voetballer
- 1968 - Paul Tracy, Canadees autocoureur
- 1969 - Chris Mason, Engels darter
- 1970 - Michael Mols, Nederlands voetballer
- 1970 - Pavel Padrnos, Tsjechisch wielrenner
- 1971 - Kasper van Kooten, Nederlands acteur en muzikant
- 1971 - Nikki McCray, Amerikaans basketbalspeelster (overleden 2023)
- 1972 - John Abraham, Indiaas acteur
- 1972 - Daniele Caimmi, Italiaans atleet
- 1972 - Iván Pedroso, Cubaans atleet
- 1973 - Paula Radcliffe, Engels atlete
- 1975 - Susanthika Jayasinghe, Sri Lankaans atlete
- 1975 - Milla Jovovich, Russisch-Amerikaans actrice en model
- 1975 - Nikolaj Morozov, Russisch kunstschaatser en schaatscoach
- 1976 - Éric Bédard, Canadees shorttracker
- 1976 - Patrick Müller, Zwitsers voetballer
- 1976 - Andrew Simpson, Brits zeiler (overleden 2013)
- 1977 - Arnaud Clément, Frans tennisser
- 1978 - Kirill Ladygin, Russisch autocoureur
- 1978 - Manny Pacquiao, Filipijns bokser
- 1979 - Stevie Williams, Amerikaans skateboarder
- 1980 - Suzy Batkovic, Australisch basketbalspeelster
- 1980 - Ryan Hunter-Reay, Amerikaans autocoureur
- 1980 - Nuelson Wau, Nederlands voetballer
- 1981 - Tim Wiese, Duits voetbaldoelman
- 1982 - Virginie Claes, Miss België
- 1982 - Steven Frayne (Dynamo), Brits goochelaar
- 1982 - Jayme Mata, Arubaans judoka
- 1982 - Martin Sauer, Duits stuurman bij het roeien
- 1983 - Tim De Coster, Belgisch atleet
- 1983 - Martin van den Kerkhof, Nederlands voetbalscheidsrechter
- 1983 - Richard Lietz, Oostenrijks autocoureur
- 1983 - Sébastien Ogier, Frans rallycoureur
- 1985 - Jan Šeda, Tsjechisch doelman
- 1986 - Olga Golovkina, Russisch atlete
- 1986 - Jan Kersten, Nederlands zwemmer
- 1987 - Fabrizio Crestani, Italiaans autocoureur
- 1987 - Marina Arzamasova, Wit-Russisch atlete
- 1988 - Filip Kasalica, Montenegrijns voetballer
- 1988 - David Rudisha, Keniaans atleet
- 1988 - Yann Sommer, Zwitsers voetballer
- 1988 - Jin Sun-yu, Koreaans shorttrackster
- 1989 - André Hansen, Noors voetballer
- 1989 - Marcel Risse, Duits voetballer
- 1990 - Henri Anier, Estisch voetballer
- 1990 - Poke, Nederlands rapper
- 1992 - Aurélie De Ryck, Belgisch atlete
- 1993 - Vera van Pol, Nederlands turnster
- 1993 - Kenny Saief, Israëlisch voetballer
- 1993 - Ryu Seung-woo, Zuid-Koreaans voetballer
- 1993 - Laurens Sweeck, Belgisch veldrijder
- 1994 - Lucas Chanavat, Frans langlaufer
- 1994 - Jackie Groenen, Nederlands voetbalster
- 1994 - Raffaele Marciello, Italiaans autocoureur
- 1994 - Naomi Sedney, Nederlands atlete
- 1994 - Jevgenia Tarasova, Russisch kunstschaatsster
- 1995 - Fleur Jong, Nederlands atlete
- 1996 - Jelizaveta Toektamysjeva, Russisch kunstschaatsster
- 1997 - Naiktha Bains, Australisch tennisspeelster
- 1997 - Donny Roelvink, Nederlands model en acteur
- 1997 - Shoma Uno, Japans kunstschaatser
- 1998 - Martin Ødegaard, Noors voetballer
- 1998 - Ségolène Thomas, Frans wielrenster
- 1999 - Weronika Zawistowska, Pools voetbalster
- 2002 - Stefania Liberakakis, Grieks-Nederlands zangeres en actrice
- 2002 - Matthew Richards, Brits zwemmer
- 2004 - Ksawery Masiuk, Pools zwemmer

## Overleden

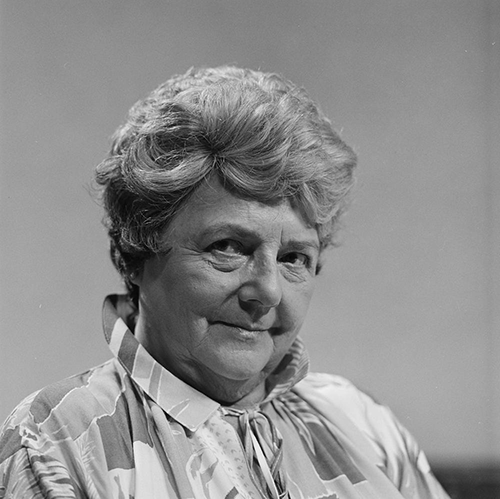
Mieke Verstraete
overleden in 1990

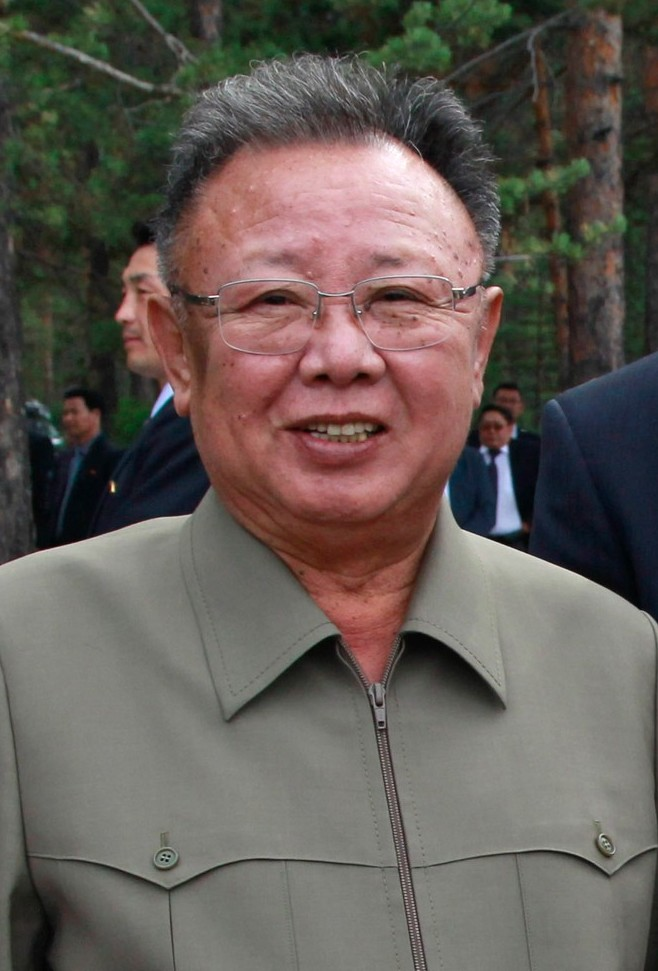
Kim Jong-il
overleden in 2011

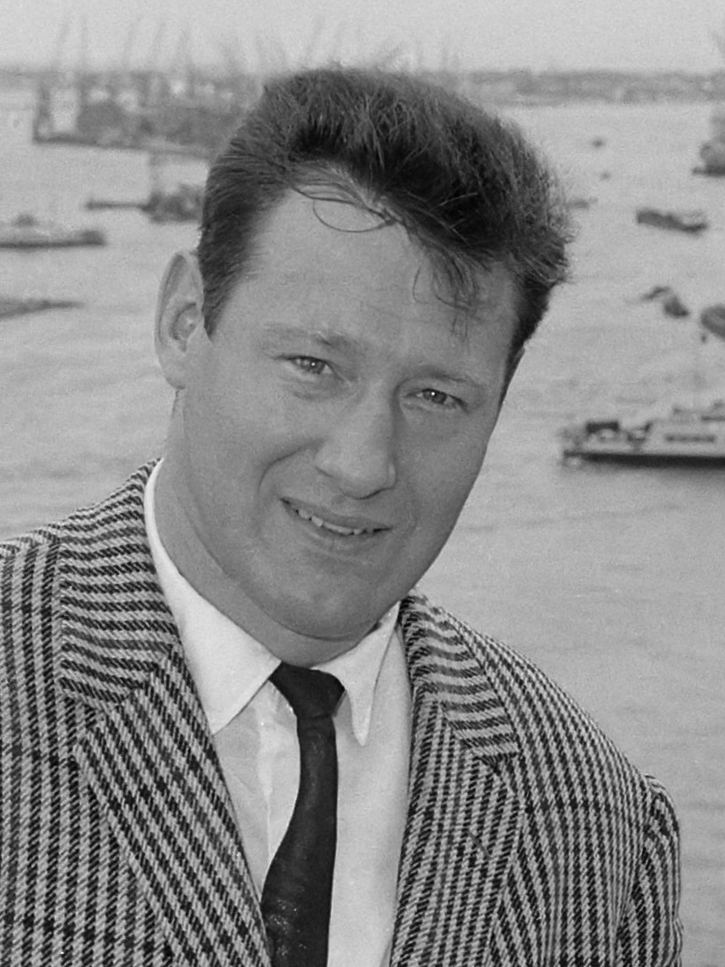
Jon Bluming
overleden in 2018

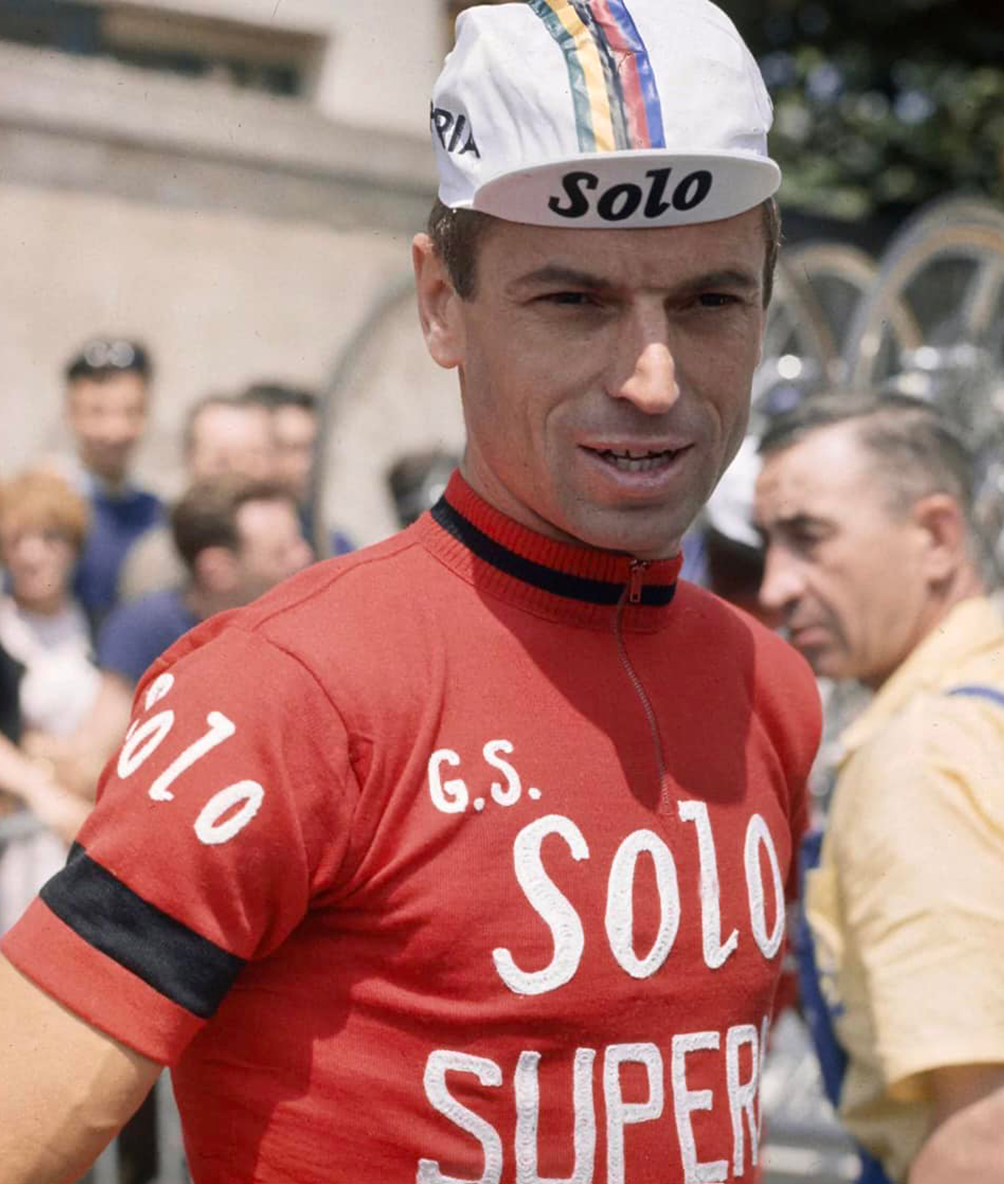
Rik Van Looy
overleden in 2024

- 1273 - Jalal al-Din Muhammad Rumi (66), Perzisch dichter en mysticus
- 1718 - John Auger (?), Engels zeerover
- 1763 - Frederik Christiaan van Saksen (41), keurvorst van Saksen
- 1830 - Simón Bolívar (47), Zuid-Amerikaans politicus en activist
- 1833 - Kaspar Hauser (21), Duits vondeling van onduidelijke afkomst, die uitgroeide tot een van de meest formidabele raadsels van zijn eeuw
- 1860 - Désirée Clary (83), verloofde van Napoleon Bonaparte, koningin van Zweden en Noorwegen
- 1861 - Johann Andreas Wagner (64), Duits paleontoloog, zoöloog en archeoloog
- 1907 - William Thomson (Lord Kelvin) (83), Brits natuurkundige
- 1909 - Koning Leopold II (74), Koning der Belgen
- 1942 - Arthur Coninx (58), Belgisch toneelschrijver
- 1954 - Esteban Abada (58), Filipijns senator
- 1957 - Dorothy L. Sayers (64), Brits schrijver
- 1973 - Amleto Giovanni Cicognani (90), Italiaans kardinaal-staatssecretaris
- 1978 - Joseph Frings (91), Duits kardinaal-aartsbisschop van Keulen
- 1981 - Tini Koopmans (69), Nederlands atlete
- 1981 - Mehmet Shehu (68), Albanees politicus
- 1984 - Sonja Ferlov (73), Deens kunstenaar
- 1984 - László Szabó (67), Frans beeldhouwer
- 1987 - Bernardus Alfrink (87), Nederlands kardinaal-aartsbisschop van Utrecht
- 1987 - Marguerite Yourcenar (84), Belgisch-Frans schrijfster
- 1988 - Lies Aengenendt (81), Nederlands atlete
- 1990 - Mieke Verstraete (79), Belgisch-Nederlands actrice
- 1995 - Hendrikus Berkhof (81), Nederlands predikant en theoloog
- 1996 - Armando Gallop (26), Amerikaans houseproducer
- 1996 - Ruby Murray (61), Iers zangeres
- 1996 - Stanko Todorov (76), Bulgaars politicus
- 2006 - Salvador Botella (76), Spaans wielrenner
- 2006 - Denis Payton (64), Engels saxofonist
- 2008 - Freddy Breck (66), Duits schlagerzanger
- 2010 - Ralph Coates (64), Engels voetballer
- 2010 - Don Van Vliet (69), Amerikaans muzikant
- 2011 - Cesária Évora (70), folkzangeres uit Kaapverdië
- 2011 - Kim Jong-il (69), Noord-Koreaans dictator
- 2012 - Daniel Inouye (88), Amerikaans politicus
- 2012 - Dina Manfredini (115), Amerikaans honderdplusser, was oudste mens ter wereld
- 2013 - Paul Bäumer (37), Nederlands dj
- 2013 - Ricardo María Carles Gordó (87), Spaans kardinaal
- 2013 - Conny van Rietschoten (87), Nederlands zeezeiler
- 2014 - Dieter Grau (101), Duits-Amerikaans wetenschapper
- 2014 - Paul Van den Abeele (85), Belgisch fotograaf en beeldend kunstenaar
- 2016 - Henry Heimlich (96), Amerikaans arts
- 2017 - Anne Paans (73), Nederlands hoogleraar
- 2017 - Wilhem Herman Daniël Quarles van Ufford (88), Nederlands bestuurder
- 2018 - Jon Bluming (85), Nederlands vechtsporter en filmacteur
- 2018 - Penny Marshall (75), Amerikaans actrice en regisseuse
- 2019 - Karin Balzer (81), Oost-Duits atlete
- 2020 - Donato Bilancia (69), Italiaans seriemoordenaar
- 2020 - Jeremy Bulloch (75), Brits acteur
- 2020 - Pierre Buyoya (71), president van Burundi
- 2020 - Jeff Clayton (65), Amerikaans saxofonist en fluitist
- 2020 - Stanley Cowell (79), Amerikaans jazzmuzikant en -componist
- 2020 - Doug Crane (85), Amerikaans animator, striptekenaar en docent
- 2020 - Harold Robinson (88), Amerikaans botanicus
- 2020 - Saufatu Sopoanga (68), Tuvaluaans premier
- 2021 - Vicente Feliú (74), Cubaans singer-songwriter, dichter en gitarist
- 2021 - Árpád Pusztai (91), Hongaars-Brits biochemicus en voedingsdeskundige
- 2022 - Charlie Gracie (86), Amerikaans zanger, gitarist en rock-pionier
- 2022 - Mike Hodges (90), Brits scenarioschrijver en regisseur
- 2022 - Jacky Jakoba (61), Curaçaos-Nederlands honkballer
- 2022 - Werner Leich (95), Duits evangelisch bisschop
- 2022 - Severino Poletto (89), Italiaans kardinaal
- 2022 - Urmas Sisask (62), Ests dirigent en componist
- 2023 - Linda van Dyck (75), Nederlands actrice
- 2023 - Sjoerd Elzer (79),  Nederlands graficus en kunstschilder
- 2023 - Amp Fiddler (65), Amerikaans keyboardspeler, zanger, liedjesschrijver en producer
- 2023 - Otar Iosseliani (89), Georgisch-Frans filmregisseur
- 2023 - Rob van Kreeveld (82), Nederlands pianist
- 2023 - James McCaffrey (65), Amerikaans (stem)acteur
- 2024 - Guido Henderickx (82), Belgisch filmregisseur
- 2024 - William Labov (97), Amerikaans taalkundige
- 2024 - Marcel Marnat (91), Frans musicoloog, journalist en radioproducent
- 2024 - Marisa Paredes (78), Spaans actrice
- 2024 - Colin Tilney (91), Brits klavecinist en muziekpedagoog
- 2024 - Rik Van Looy (90), Belgisch wielrenner

## Viering/herdenking

Bhutan Nationale dag

- Bhutan: Ugyen Wangchuck verkozen tot erfelijke koning in 1907
- In het Romeinse Rijk beginnen de saturnaliën, feestdagen ter ere van Saturnus en de zonnewende op 21 december
- Rooms-katholieke kalender:
  - Heilige Wivina van Bijgaarden († c. 1176) - Vrije gedachtenis (in aartsbisdom Mechelen-Brussel)
  - Heilige Begga van Herstal († c. 693/5), patrones van de begijnen
  - Heilige Olympias van Constantinopel († 408/9)
  - Heilige Sturmi(us) van Fulda († 779)
  - Heilige Yolande van Vianden († c. 1283)
  - Heilige Johannes van Matha († 1213)
  - Heilige Judicaël († 658?)
  - Heilige Lazarus († 1e eeuw)

## Weerextremen

### Nederland
| | Officiële records | Officiële records | Officiële records |      | Landelijke records | Landelijke records | Landelijke records          |
| Gebeurtenis | Jaar              | Extreem           | Locatie           | Jaar | Extreem            | Locatie            |                             |
| --- | ----------------- | ----------------- | ----------------- | ---- | ------------------ | ------------------ | --------------------------- |
| Laagste etmaalgemiddelde temperatuur (°C) | 1981              | −9,9              | De Bilt           |      | 1981               | −11,7              | Leeuwarden                  |
| Hoogste etmaalgemiddelde temperatuur (°C) | 2015              | 13,6              | De Bilt           |      | 2015               | 14,3               | Woensdrecht                 |
| Laagste minimumtemperatuur (°C) | 1927              | −13,9             | De Bilt           |      | 1981               | −19,1              | Leeuwarden                  |
| Hoogste minimumtemperatuur (°C) | 2015              | 12,4              | De Bilt           |      | 2015               | 12,7               | Eindhoven, Ell, Gilze-Rijen |
| Laagste maximumtemperatuur (°C) | 1981              | −7,9              | De Bilt           |      | 1981               | −8,3               | Leeuwarden                  |
| Hoogste maximumtemperatuur (°C) | 2015              | 15,3              | De Bilt           |      | 2015               | 16,6               | Wijk aan Zee                |
| Hoogste uurgemiddelde windsnelheid (m/s) | 1910              | 18,0              | De Bilt           |      | 1974 1979          | 24,2               | Hoek van Holland IJmuiden   |
| Hoogste windstoot (m/s) | 1974, 1979, 1989  | 21,1              | De Bilt           |      | 1979               | 29,3               | De Kooy                     |
| Langste zonneschijnduur (uur) | 1946              | 6,9               | De Bilt           |      | 1946               | 6,9                | De Bilt                     |
| Langste neerslagduur (uur) | 1987              | 12,8              | De Bilt           |      | 2009               | 18,5               | Marknesse                   |
| Hoogste etmaalsom van de neerslag (mm) | 1987              | 25,8              | De Bilt           |      | 1987               | 32,9               | Deelen                      |
| Laagste etmaalgemiddelde relatieve vochtigheid (%) | 1946              | 64                | De Bilt           |      | 1938               | 53                 | Maastricht                  |
| Laagste uurwaarde luchtdruk op zeeniveau (hPa) | 1989              | 978,5             | De Bilt           |      | 1989               | 973,4              | De Kooy                     |
| Hoogste uurwaarde luchtdruk op zeeniveau (hPa) | 1961              | 1042,6            | De Bilt           |      | 1961               | 1044,2             | Eelde                       |
| Officiële records worden altijd gemeten op het KNMI-weerstation in De Bilt. Landelijke records kunnen worden gemeten op elk officieel KNMI-weerstation in Nederland. |                   |                   |                   |      |                    |                    |                             |

Uitzonderlijke gebeurtenissen
- 1901 - Officieel laagste minimumtemperatuur in °C van december dit jaar gemeten in De Bilt: −6,9
- 1997 - Officieel laagste minimumtemperatuur in °C van december dit jaar gemeten in De Bilt: −6,6
- 2015 - Officieel maandrecord hoogste minimumtemperatuur in °C van december gemeten in De Bilt: 12,4
- 2015 - Officieel hoogste minimumtemperatuur in °C van december dit jaar gemeten in De Bilt: 12,4
- 2015 - Laatste officiële zachte dag van het jaar (maximumtemperatuur ≥ 15 °C in De Bilt)

### België
Dagrecords
- 1879 - Laagste etmaalgemiddelde temperatuur −9,7 °C
- 2015 - Hoogste etmaalgemiddelde temperatuur 14,0 °C[11]
- 1879 - Laagste minimumtemperatuur −14,8 °C
- 2015 - Hoogste maximumtemperatuur 16,0 °C[11]
- 1991 - Hoogste etmaalsom van de neerslag 20,4 mm

Uitzonderlijke gebeurtenissen
- 1950 - 18 cm sneeuw in Ukkel.

<< · 1 · 2 · 3 · 4 · 5 · 6 · 7 · 8 · 9 · 10 · 11 · 12 · 13 · 14 · 15 · 16 · 17 · 18 · 19 · 20 · 21 · 22 · 23 · 24 · 25 · 26 · 27 · 28 · 29 · 30 · 31 · >>